# Benja Bruijning
Benja Bruijning (Amsterdam, 28 oktober 1983) is een Nederlands acteur.

## Biografie
Hij is zoon van een pianoleraar; zijn ouders scheidden toen hij zeventien jaar was. Hij groeide voornamelijk op in Amsterdam-Zuid, Cornelis Schuytstraat. Voortgezet onderwijs genoot hij aan het Sint Ignatiusgymnasium, tegelijkertijd had hij les op een jeugdtheaterschool. Dat laatst mondde uit in zijn debuut. Hij was zeventien toen de telefilm Dichter op de Zeedijk naar het boek van Kees van Beijnum te zien was; hij speelde de rol van Constant. Een tweede grote start kwam in 2000 met een rol in de soap Onderweg naar Morgen. Die optredens dateren uit de tijd voordat hij ging studeren aan de Amsterdamse Toneel & Kleinkunstacademie (2004-2008).
Hij brak in 2012 definitief door met zijn rol in de bioscoophit Alles is familie. Al op jonge leeftijd speelde Bruijning in films en tv-series, waaronder De Grot van Martin Koolhoven.. Hij was onder meer te zien in de tv-series Bellicher: de macht van meneer Miller en Dokter Deen. Daarnaast speelde hij een van de hoofdrollen in de speelfilm De bende van Oss en was hij op het toneel onder andere te zien in Nacht, onder regie van Thibaud Delpeut, Rain Man en Veel Gedoe om Niks van de Utrechtse Spelen en de door hemzelf geschreven voorstelling Niet zo bedoeld.
Vanaf maart 2013 was Bruijning te zien in de nieuwe AVRO-serie Charlie, de Nederlandse versie van de HBO-serie Nurse Jackie. In september 2013 kwam de boekverfilming van Hoe duur was de suiker uit, waarin hij ook een rol speelde.
Sinds maart 2018 speelt Bruijning samen met zijn vriendin Anna Drijver in de televisieserie Nieuwe buren, waarin ze tevens een koppel spelen.

## Privéleven
Bruijning woont samen met actrice Anna Drijver, met wie hij een dochter en een zoon heeft. Hij is fan van wielrennen en sinds het voorjaar van 2022 te horen in de wielerpodcast De Rode Lantaarn.

## Filmografie

### Film
- 2023: Net als in de Film - Sander
- 2023: Once Upon a Studio - Kristoff (stem)
- 2019: Frozen II - Kristoff (stem)
- 2018: De matchmaker - Chris
- 2017: De terugkeer van de wespendief - Simon
- 2016: De Helleveeg - Albert
- 2016: Alicia weet wat te doen! - Harlock (stem)
- 2014: Pak van mijn hart - Tom
- 2014: Hartenstraat - Thomas
- 2013: Frozen - Kristoff (stem)
- 2013: Hoe duur was de suiker - Nathan, Jean van de Velde
- 2012: Alles is familie - Charlie de Roover, Joram Lürsen
- 2012: Bellicher: Cel Vince Batten - Peter de Baan
- 2011: De bende van Oss - Jan, André van Duren
- 2010: Afrika - Jona, Lotte Hoeksema
- 2010: Bon Voyage - Giel, Margien Rogaar
- 2009: LelleBelle - Jesse, Mischa Kamp
- 2008: De Brief voor de Koning - Joesipu, Pieter Verhoeff
- 2002: Mooie Judy - Paul, Roel Welling
- 2001: De Grot - jonge Axel, Martin Koolhoven
- 1999: Dichter op de Zeedijk - Constant, Gerrard Verhage

### Televisie
- 2024: Hein - Menno Greveling
- 2024: De Ring - Simon
- 2024: Sphinx - Robert
- 2023: Dag & Nacht - Jerry
- 2022: Dirty Lines - Leon
- 2021: Follow de SOA - Stanley Groenhart
- 2020: Undercover - Martijn
- 2019: Heirs of the Night - Abraham van Helsing
- 2019: Kerst bij Koosje - Teun
- 2019: De 12 van Schouwendam - Rogier van Pallant
- 2018-2019: Nieuwe buren - Olivier
- 2017: Van God los - Dennis
- 2016: De mannen van dokter Anne - Mark Meijer
- 2015-2016: Vechtershart - David Roest
- 2015: Zwarte Tulp - Joeri Vonk
- 2014: Heer & Meester - Guido, Pollo de Pimentel
- 2013: Charlie - Maurits van Haeften, Job Gosschalk e.a.
- 2012-2016: Dokter Deen - Fedde IJlstra, Ron Termaat en Erik van het Woud
- 2010: Bellicher: De Macht van Meneer Miller - Vince, David Lammers en Peter de Baan
- 2009: A'dam - E.V.A. - Daan, Robert Alberdink Thijm
- 2009: Flikken Maastricht - Thijs Smeets, Martin Schwab
- 2005:	Leuk voor Later - Jurgen, Jorien van Nes
- 2003: Dwaalgast - Mirko, Colette Bothof
- 2002: Costa! - Sander, Kaja Wolffers

## Theater
- 2022 A Life (van Nick Payne, theatermonoloog
- 2013: De Vader (afstudeervoorstelling), Amsterdamse Hogeschool voor de Kunsten - Karlijn Kistemaker
- 2012: Veel Gedoe om Niks, De Utrechtse Spelen - Claudio
- 2012: Rain Man, De Utrechtse Spelen - Charlie Babbitt
- 2011: L'Histoire du Soldat - verteller
- 2011: De Eenzame Weg, Theatercompagnie - Felix Wegrath
- 2011: Blasted, Toneelschuur Producties - jonge soldaat
- 2010:	Agatha
- 2010: Nacht, Toneelschuur Producties - S1/verteller
- 2010: Blasted, Toneelschuur Producties - jonge soldaat
- 2008: De Eenzame Weg, Theatercompagnie - Felix Wegrath (stage)
- 2008: De Koopman van Venetië, Theatercompagnie - Lorenzo
- 2007: De Jongste Dag (50 min. monoloog, derdejaarsregieopleiding AHK) - Joost van Hezik
- 2007: Trojaanse vrouwen, Euripedes - Thaltybios (stage)
- 2007: Midzomernachtdroom, Openlucht Theater in het Amsterdamse Bos - Lysander (stage)

## Schrijven
- 2010-2011: Niet zo bedoeld (Bellevue Lunchtheater)

## Trivia
- 2013:	De meisjes van Thijs (webserie) - gastrol